# Cadiz (Ohio)

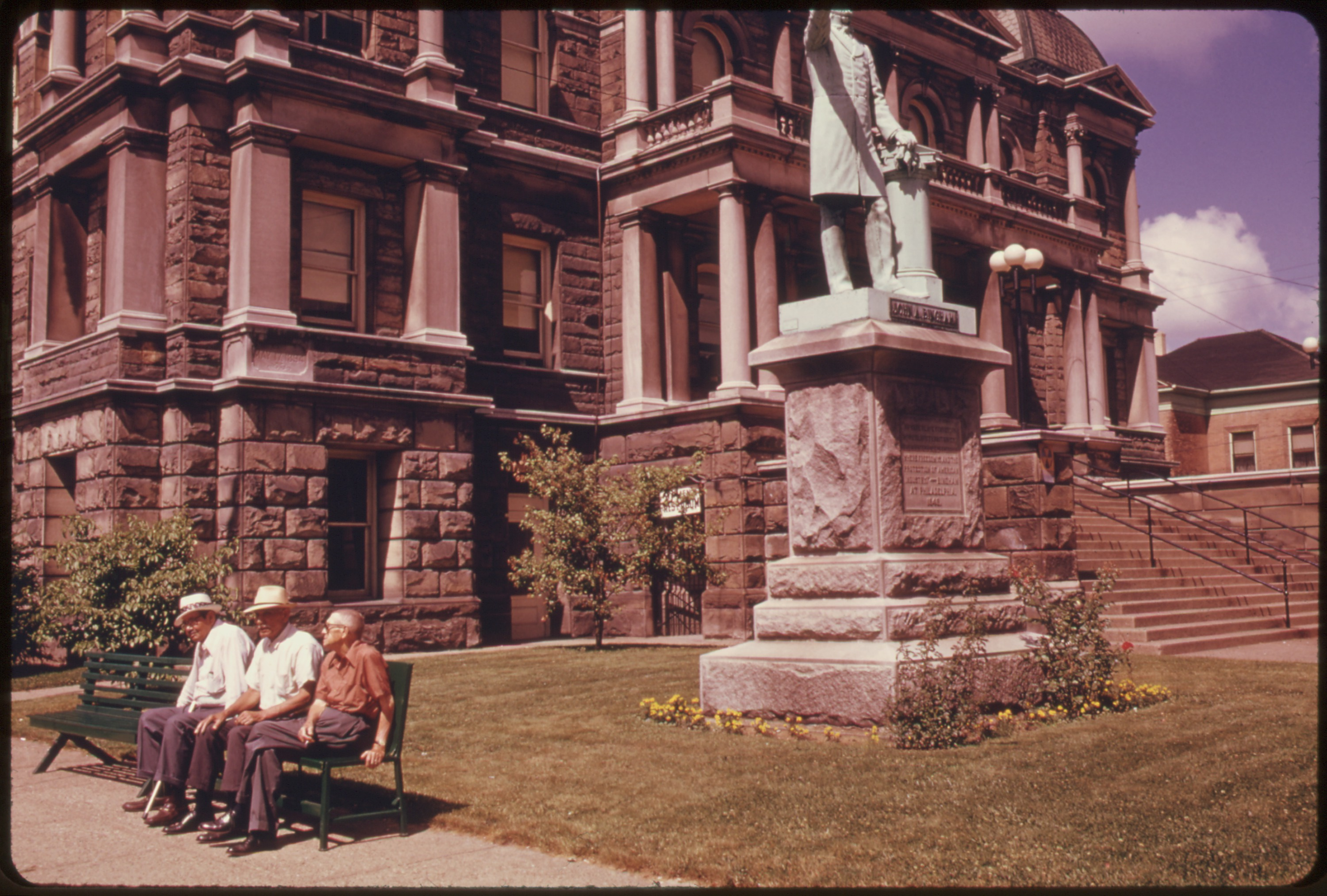
Gmach Harrison County Courthouse wybudowany w 1894 r. (na liście National Register of Historic Places)

Cadiz – wieś w hrabstwie Harrison, w stanie Ohio, w Stanach Zjednoczonych.
W 2000 roku liczba mieszkańców miejscowości wynosiła 3308.

## Pozostałe informacje
W 1901 roku w tej miejscowości urodził się amerykański aktor Clark Gable (zm. 1960).